# Javier Gómez (Leichtathlet)
Javier Gómez (* 22. Mai 2001) ist ein venezolanischer Sprinter, der sich auf den 400-Meter-Lauf spezialisiert hat. Mit der venezolanischen 4-mal-400-Meter-Staffel siegte er 2022 bei den Südamerikaspielen und wurde 2023 Südamerikameister.

## Sportliche Laufbahn
Erste Erfahrungen bei internationalen Meisterschaften sammelte Javier Gómez im Jahr 2021, als er bei den U23-Südamerikameisterschaften in Guayaquil in 47,24 s die Silbermedaille über 400 m hinter dem Brasilianer Douglas Mendes gewann. Anschließend gewann er bei den erstmals ausgetragenen Panamerikanischen Juniorenspielen in Cali in 46,13 s die Bronzemedaille hinter dem Mexikaner Luis Avilés und Leonardo Castillo aus Kuba. Zudem belegte er mit der venezolanischen 4-mal-400-Meter-Staffel in 3:12,41 min den vierten Platz. Im Jahr darauf gewann er dann bei den Hallensüdamerikameisterschaften in Cochabamba in 47,84 s die Silbermedaille über 400 m hinter dem Brasilianer Lucas Carvalho. Zudem siegte er in 3:16,91 min gemeinsam mit Leodán Torrealba, Lucirio Antonio Garrido und Ryan López in der 4-mal-400-Meter-Staffel. Im Mai schied er bei den Ibero-Amerikanischen Meisterschaften in La Nucia mit 46,77 s im Vorlauf über 400 Meter aus und belegte mit der Staffel in 3:09,19 min den vierten Platz. Anschließend gelangte er bei den Juegos Bolivarianos in Valledupar mit 48,52 s auf Rang sechs im Einzelbewerb und gewann im Staffelbewerb in 3:07,28 min die Silbermedaille hinter dem kolumbianischen Team. Im Oktober nahm er an den Südamerikaspielen in Asunción und klassierte sich dort mit 47,06 s auf dem fünften Platz über 400 Meter und siegte in 3:06,54 min gemeinsam mit Julio Rodríguez, José Antonio Maita und Kelvis Padrino in der 4-mal-400-Meter-Staffel.
2023 belegte er bei den Zentralamerika- und Karibikspielen in San Salvador in 3:03,00 min den vierten Platz mit der Staffel und anschließend belegte er bei den Südamerikameisterschaften in São Paulo in 46,89 s den fünften Platz über 400 Meter und siegte mit der Staffel in 3:04,14 min. Im November wurde er dann bei den Panamerikanischen Spielen in Santiago de Chile in 3:06,04 min Vierter im Staffelbewerb. Im Jahr darauf belegte er bei den Hallensüdamerikameisterschaften in Cochabamba in 48,12 s den fünften Platz über 400 Meter und verteidigte mit der Staffel mit neuem Meisterschaftsrekord von 3:11,41 min seinen Titel. Im Mai wurde er bei den World Athletics Relays in Nassau in 3:10,34 min Achter im C-Lauf der 2. Qualifikationsrunde für die Olympischen Spiele. Kurz darauf belegte er bei den Ibero-Amerikanischen Meisterschaften in Cuiabá in 46,24 s den fünften Platz über 400 Meter. 2025 siegte er mit der Staffel in 3:18,29 min erneut bei den Hallensüdamerikameisterschaften in Cochabamba und sicherte sich dort in 47,91 s die Bronzemedaille hinter dem Argentinier Elián Larregina und seinem Landsmann Kelvis Padrino. Ende April gewann er bei den Südamerikameisterschaften in Mar del Plata in 46,73 s die Bronzemedaille über 400 Meter hinter seinem Landsmann Kelvis Padrino und Larregina aus Argentinien und sicherte sich auch im Staffelbewerb in 3:09,18 min die Bronzemedaille hinter den Teams aus Brasilien und Argentinien.
In den Jahren 2023 und 2024 wurde Gómez venezolanischer Meister im 400-Meter-Lauf sowie 2023 auch in der 4-mal-400-Meter-Staffel.

## Persönliche Bestzeiten
- 200 Meter: 21,26 s (+1,6 m/s), 29. Juni 2024 in Caracas
- 400 Meter: 45,65 s, 19. Juni 2024 in Caracas
  - 400 Meter (Halle): 47,25 s, 20. Februar 2022 in Cochabamba